# Ганино (Курганская область)
Ганино — село в Шадринском районе Курганской области России. До преобразования 23 декабря 2021 года муниципального района в муниципальный округ административный центр Ганинского сельсовета.

## География
Село находится на северо-западе Курганской области, в пределах юго-западной части Западно-Сибирской равнины, в лесостепной зоне, на левом берегу реки Канаш, на расстоянии примерно 7 километров (по прямой) к северо-западу от города Шадринска, административного центра района. Абсолютная высота — 109 метров над уровнем моря.

### Климат
Климат характеризуется как резко континентальный, с холодной продолжительной малоснежной зимой и тёплым сухим летом. Средняя температура воздуха самого холодного месяца (января) составляет −18 °C (абсолютный минимум — −50 °С); самого тёплого месяца (июля) — 18 °C (абсолютный максимум — 41 °С). Безморозный период длится 192—196 дней. Годовое количество атмосферных осадков — 320—470 мм, из которых большая часть выпадает в тёплый период. Продолжительность периода с устойчивым снежным покровом равна 150—160 дням.

## История
До 1917 года в составе Иванищевской волости Шадринского уезда Пермской губернии. По данным на 1926 год деревня Ганина состояла из 73 хозяйств. В административном отношении являлась центром Ганинского сельсовета Шадринского района Шадринского округа Пермской губернии.

## Население
| 1989 | 2002 | 2010 |
| ---- | ---- | ---- |
| 231  | ↘227 | ↘171 |

По данным переписи 1926 года в деревне проживало 317 человек (132 мужчины и 185 женщин), в том числе: русские составляли 100 % населения.

### Гендерный состав
По данным Всероссийской переписи населения 2010 года в гендерной структуре населения мужчины составляли 48,5 %, женщины — соответственно 51,5 %.

### Национальный состав
Согласно результатам Всероссийской переписи населения 2002 года, в национальной структуре населения русские составляли 97 %.